# LoiLo
株式会社LoiLo（ロイロ、LoiLo Inc.）は、神奈川県横浜市に本社を置く、日本のソフトウェア開発会社。授業支援クラウド「ロイロノート・スクール」を開発・販売を行っている。

## 会社概要
経済産業庁傘下の情報処理推進機構が2007年度実施の「未踏ソフトウェア創造事業」に「ノンレンダリング動画編集ソフト」開発が採択されたことがきっかけで、当時ナムコでゲームプログラマーをしていた杉山浩二とセガにてデザイナーをしていた杉山竜太郎が2007年4月に設立した。
「人々の想像を創造に繋げる」を企業理念とし、授業支援クラウド「ロイロノート・スクール」の開発・販売を行っている。

## ロイロノート・スクール
「ロイロノート・スクール」は、生徒の主体性を育み、双方向授業を作り出す授業支援クラウド。小学校から大学まで、すべての授業で使用でき、資料のやりとり・思考の可視化・意見の共有を直感的に行える。これにより、子どもたちが自ら考え表現する、主体的かつ協働的な学びや、教員の負担軽減を実現できる。2019年に開始された文部科学省の「GIGAスクール構想」を機にユーザー数が急拡大しており、2024年8月には、導入校13,000校・1日の利用者数260万人を突破した。

## 沿革
- 2007年04月 - 株式会社LoiLo設立
- 2007年12月 - アニメ業界用プラグインソフトウエア "Smooth"発売
- 2008年08月 - LoiLoScope発表
- 2008年10月 - Super LoiLoScope ダウンロード販売開始
- 2008年11月 - NHKエデュケーショナルと共同で開発した子供向け"そうぞうえでぃたー"を開発
- 2008年12月 - AMD社,NVIDIA社グラフィックボードにバンドル開始
- 2009年09月 - 三菱UFJキャピタルから増資を受ける。
- 2010年04月 - 教育機関向け動画編集ソフト、ロイロエデュケーション発売
- 2010年08月 - VictorビデオカメラPICSIOに、LoiLoScope EXをバンドル開始
- 2010年11月 - NGIキャピタルから増資を受ける。
- 2011年07月 - LoiLoScope2発売
- 2013年03月 - 協働学習授業支援アプリ “ロイロノート”発売（日本）
- 2014年04月 - “ロイロノート・スクール” 販売開始（日本）
- 2014年09月 - “ロイロノート・スクール” 販売開始（米国）
- 2019年03月 - “ロイロノート・スクール”上で使えるデジタル シンキングツールをリリース
- 2020年03月 - “ロイロノート・スクール” Web版をリリース
- 2021年06月 - “ロイロノート・スクール” 1日の利用者数 120万人を突破 [1]
- 2023年07月 - “ロイロノート・スクール” 1日の利用者数 230万人を突破 [2]
- 2024年08月 - "ロイロノート・スクール" 1日の利用者数 260万人を突破 [3]

## 受賞歴
- 2007年09月 - マイクロソフト イノベーションアワード優秀賞受賞
- 2007年11月 - 神奈川ビジネスオーディション u-kanagawa賞受賞
- 2009年05月 - 経済産業省 情報処理推進機構(IPA) 未踏クリエータビジネスプランコンテストグランプリ受賞
- 2009年10月 - Super LoiloScopeが2009年度 グッドデザイン賞 中小企業庁長官賞を受賞
- 2013年03月 - ロイロノート ICT夢コンテストで文部大臣賞受賞
- 2013年03月 - ロイロノート ICT夢コンテストでCEC賞受賞
- 2013年07月 - ロイロノート 国際学会EdMedia Poster session award受賞
- 2014年11月 - ロイロノート・スクール 第11回日本e-Learning大賞で総務大臣賞受賞

## 過去の製品
- ロイロスコープ（LoiLoScope）

GPUベースの動画編集ソフトウェア。AVCHDやMP4などのh.264形式の動画編集を得意とし、Intel Quick Sync Video EncodingやNVIDIA CUDA Encodingを使った書き出しや、Facebook、YouTubeへの一括アップロード、パスワード付きのプライベート動画をメールで送る機能等を備える。2023年6月販売終了。
- ロイロエデュケーション

NHKエデュケーショナルの監修の元で開発された教育機関向け動画編集ソフト。ロイロスコープがベースであるが、Webアップロード系の機能は削除されている。複数の生徒が一度に同じファイル名で上書きすることを防ぐため、ユーザーが名前を自由に設定できる設計となっている。一斉授業などで、先生などの管理者が編集環境を管理・統制できる「集中管理ツール」も完備。2023年5月販売終了。